# Predor Grič, Zagreb
Predor Grič (hrvaško Tunel Grič) je predor za pešce v središču Zagreba na Hrvaškem, pod zgodovinsko sosesko Grič (imenovano tudi Gradec ali Gornji Grad), po kateri je predor dobil ime. Predor je sestavljen iz osrednje dvorane, ki je z dvema prehodoma povezana z Mesničko ulico na zahodu in Ulico Stjepana Radića na vzhodu, ter štirih prehodov, ki se raztezajo proti jugu. Med drugo svetovno vojno ga je zgradila ustaška vlada, da bi služila kot zaklonišče in sprehajališče, po vojni pa je hitro propadel in se ni uporabljal. Predor se je ponovno začel uporabljati šele v 1990-ih, gostil je enega prvih rejvov na Hrvaškem in deloval kot zaklonišče med hrvaško osamosvojitveno vojno. Leta 2016 je bil predor prenovljen in odprt za javnost, služil je kot turistična atrakcija in gostil kulturne dogodke. Načrtovane širitve vključujejo muzej in dvigalo.

## Opis
Predor se razteza 350 metrov od Mesničke ulice do ulice Stjepana Radića in meri 3,2 metra v širino. Osrednja dvorana meri okoli 100 metrov v dolžino in 5,5 metra v širino. Predor ima šest izhodov – zahodnega v Mesniški ulici, vzhodnega na dvorišču na Radićevi ulici 19 in štiri krake, ki segajo proti jugu do dvorišč v Ilici in Tomićevi ulici. Eden od teh izhodov vodi do Tomićeve ulice 5a (Art Park), eden do Ilice 8, dva med njima pa sta od decembra 2016 nedokončana in vodita do Ilice 28 in 30. Talna površina predora obsega okoli 2200 kvadratnih metrov.
Predor je odprt za javnost vsak dan od 9.00 do 21.00. Dva niza javnih stranišč, prenovljenih leta 2016, sta postavljena blizu dveh izhodov iz predora. Deli prvotnih oznak ostajajo, vendar niso bili v celoti obnovljeni pri prenovi leta 2016.

## Zgodovina

### Gradnja
Med drugo svetovno vojno je leta 1943 v Zagrebu zaradi strahu pred zavezniškim bombardiranjem predsednik vlade Neodvisne države Hrvaške (NDH) Nikola Mandić ukazal zgraditi javno bombno zaklonišče pod Gornjim Gradom. Zaklonišče naj bi bilo povezano s hodnikom vzhod-zahod, ki se razprostira po celotnem hribu. Za načrtovanje in gradnjo predora je bilo namenjenih 141,2 milijona NDH kun. Projekt je bil dodeljen inženirjem Abramoviću, Senjakoviću in Vajdi. Načrt je bil zgraditi predor v 90 delovnih dneh, vendar so stroški narasli na 490 milijonov kun (deloma zaradi visoke vojne inflacije), datum odprtja pa je bil prestavljen v leto 1944.
Projekt je bil kmalu deležen kritik. Februarja 1944 je gradbeni odbor Zagreba, ki je bil pristojen za urbanizem, izdal izjavo, v kateri je dejal, da je »izgradnja zaklonišča kot prometne povezave popolnoma neprimerna« in da se »ji posveča preveč pozornosti«. Drugi argument je bil, da ima predor v funkciji zaklonišča kapaciteto le 5000 ljudi. V času izjave so stroški znašali 60.000 kun na osebo, kar se je odboru zdelo predrago. Kljub temu se je gradnja nadaljevala, čeprav so bili deli projekta opuščeni. Maja je zagrebški župan Ivan Werner zavrnil načrte za veliko osrednjo podzemno dvorano; namesto tega je bil zgrajen samo koridor vzhod-zahod. Predor je bil zgrajen večinoma z lokalnimi materiali, vključno z gramozom iz okolice Zagreba in lesom iz Bosne.
Po koncu druge svetovne vojne je bil predor leta 1947 obnovljen. Opravljena so bila dodatna dela za zaščito konstrukcije pred poškodbami zaradi vode. Leta 1949 je predor kot skladišče uporabilo podjetje za proizvodnjo hrane Malina. Dokument z dne 31. oktobra 1949 je predlagal gradnjo še enega koridorja, ki bi povezal obstoječega z območjem Gupčeve zvijezde, približno 2 kilometra severno. Ni dokazov, da je bil ta koridor kdaj zgrajen. Toda osrednja dvorana načrta NDH, ki je v dolžino merila skoraj 100 metrov, je bila zgrajena nekaj pozneje. Emil Matešić, direktor Kulturno informativnega centra Zagreb (hrvaško Kulturno informativni centar), je verjel, da je bila njegova gradnja posledica napetosti v času hladne vojne in izvedena v tajnosti, pri čemer nekateri dokumenti v zvezi s predorom niso bili objavljeni s strani hrvaškega ministrstva za obrambo do julija 2016.

### Pozabljen
Od sredine 20. stoletja se predor ni več uporabljal. Postal je priljubljen med brezdomci in uporabniki drog. Policijsko poročilo iz okoli leta 1950 je navajalo, da so skvoterji objekt uporabljali za toploto in zavetje pred vremenskimi vplivi, pa tudi za skrivališče in zbirališče. Pomanjkanje transparentnosti jugoslovanske vlade v zvezi s predorom je povzročilo vzpon številnih urbanih legend, vključno z domnevnim obstojem zazidanih hodnikov, ki vodijo proti palači hrvaškega sabora na Trgu sv. Marka (v središču Gornjega Grada) in proti zagrebškemu observatoriju (najsevernejša točka soseske) in naprej do Gupčeve Zvijezde.
Predor Grič ni bil več omenjen v medijih do leta 1993, ko je služil kot prizorišče Under City Ravea, enega prvih rejvov na Hrvaškem, ki so ga organizirali sodelavci televizijske oddaje Top DJ Mag, na katerem so sodelovali DJ-ji iz Nemčije in Velike Britanije. Takrat je bil predor v lasti Muzeja sodobne umetnosti. Dogodka se je udeležilo več kot 3000 ljudi, veliko več, kot so načrtovali organizatorji in je dovoljevala infrastruktura predora. Leta 1994 je bil del razstave ob dnevu Zemlje. Med hrvaško osamosvojitveno vojno (1991–1995) se je predor nekoliko uporabljal kot zaklonišče pred zračnimi napadi. V tem času so na izhodu iz Radićeve ulice zgradili začasne sanitarije.

### Prenova
V začetku 21. stoletja je bilo več predlogov za preureditev predora. Med predlogi so bili 'muzej čutov' in dvigalo, ki bi ljudem omogočilo dostop do Gornjega Grada iz parkirne hiše Tuškanac, ne da bi se peš povzpeli na strm hrib. Oba predloga sta bila zavrnjena.
Načrt prenove je bil končno objavljen aprila 2015. Dela so se začela 18. aprila 2016. Potekala naj bi v treh fazah: prva faza je bila obnova predora, druga faza dograditev žičnice na Gornjegrajsko površje in tretja faza kulturnih objektov za privabljanje turistov. Za prvo fazo je bilo namenjenih 1.350.000 kun (180.000 €). Faza obnove je bila zaključena 6. julija in predor Grič je bil uradno odprt za javnost. Takrat so bili odprti le vhod Mesnička ulica, izvoz Art Park in izvoz Tomićeva ulica; Radićeva ulica in vhodi Ilica 28 in 30 so ostali zaprti. Izvedba prenove je bila kritizirana zaradi neupoštevanja varnostnih ukrepov; predor naj bi bil vlažen in naj ne bi imel detektorjev dima, protipožarnih vrat, brizgalk ali mehanskega prezračevalnega sistema, protipožarna pot za izhod v sili pa je bila problematična, ker sta bila dva izhoda zožena, da bi omogočila prostor za stranišča.

## Kulturne vsebine
Muzej čutov (hrvaško Muzej osjeta) je načrtovan muzej v predoru Grič. Projekt bo uporabljal zaslone, video projektorje in holograme za razstavljanje zgodovine Zagreba, medtem ko bi osrednjo dvorano uporabljali za občasne razstave, koncerte in druge dogodke. Poleg tega sta predvideni dve stekleni dvigali, ki bosta povezovali osrednjo dvorano s travnikom Vranyczany nad glavo. Obe ideji je mestna vlada obravnavala od leta 2005, vendar sta bili nazadnje zavrženi za več kot desetletje.
Odprtju predora leta 2016 je sledilo več predstav, vključno z modnimi revijami in adventnim praznovanjem.
Kompleks tunelov je bil uporabljen tudi kot lokacija v pilotni epizodi televizijske serije CBS FBI: International, ki je bila predvajana 21. septembra 2021.